# László Tabár
László Kornél Tabár (* 21. Oktober 1943 in Szikszó) ist ein ungarischer Radiologe und Experte für Mammographie-Screening.

## Leben und Wirken
Tabár leitet seit 1977 die Abteilung für Mammographie am Zentralkrankenhaus Falun und die Screeningeinheit der schwedischen Provinz Dalarnas län (Kopparberg), seit 1998 ist er Professor für Radiologie an der Universität Uppsala. Heute vermarktet er über seine Firma Mammography Education (Cave Creek, Arizona) weltweit Kurse für Radiologen und andere medizinische Fachkräfte und ist Autor zahlreicher einschlägiger Lehrbücher.
Er ist Ehrenmitglied der radiologischen Gesellschaften von Finnland, Ungarn, und den USA.
Tabár war leitender Forscher des schwedischen Two-county-trial, einer der meistzitierten Studien, die den Nutzen des Mammographiescreenings bewiesen.
Eine von Tabár vorgeschlagene Klassifikation der Brustdichte im Mammogramm in fünf Muster hat sich gegen die übliche Klassifikation des ACR (vier Dichtestufen) nicht durchsetzen können.

## Schriften (Auswahl)
- László Tabár und Peter B. Dean: Teaching Atlas of Mammography. Thieme, Stuttgart 1983; 4. Auflage 2012, ISBN 978-3-13-640804-9.
- Tibor Tot, László Tabár, Peter B. Dean: Practical Breast Pathology. Thieme, Stuttgart 2002, ISBN 1-58890-091-6.
- László Tabár, Tibor Tot und Peter B. Dean: Breast Cancer: The Art and Science of Early Detection with Mammography. Perception, Interpretation, Histopathologic Correlation. Thieme, Stuttgart 2005, ISBN 1-58890-259-5.
- László Tabár, Peter B. Dean und Tibor Tot: Understanding the Breast in Health and Disease. Selbstverlag, 2012, ISBN 978-0-9888361-1-2.
- László Tabár (Hrsg.): Imaging of the Breast. Technical Aspects and Clinical Implication. InTech, 2013, ISBN 978-953-51-0284-7, doi:10.5772/1230.